# Ingredienti dei vaccini
La lista degli ingredienti dei vaccini indica i terreni di coltura utilizzati per la produzione di comuni vaccini e gli eccipienti che contengono. Sono incluse anche le sostanze utilizzate nel processo di fabbricazione.
I vaccini, in generale, sono formati utilizzando diversi elementi; quello principale è l’antigene, vale a dire il principio attivo, che solitamente è un microorganismo (virus o batterio) attenuato o inattivato. Le restanti sostanze sono utilizzate in quantità minime e solo raramente possono provocare una qualche reazione allergica.

## Lista
L'elenco si basa sulle informazioni provenienti dai Centers for Disease Control and Prevention (CDC) e dalla Food and Drug Administration (FDA), e pertanto limitato ai vaccini approvati negli USA.
| Vaccini                                                    | Terreni di coltura | Eccipienti |
| ---------------------------------------------------------- | --- | --- |
| Vaccino per l'Adenovirus                                   | Eagle medio modificato di Dulbecco (DMEM), coltura di cellule di fibroblasti diploidi umani (WI-38)                                                                                         | Acetone, alcool, lattosio anidro, olio di ricino, acetato ftalato di cellulosa, destrosio, D-fruttosio, D-mannosio, colorante FD & C Yellow #6 lacca di alluminio, albumina di siero umano, stearato di magnesio, cellulosa microcristallina, plasdone C, polacrilin potassio, fosfato di potassio, bicarbonato di sodio, saccarosio |
| Vaccino anticarbonchioso (BioThrax)                        | Puziss-Wright medio 1095, sintetico o semisintetico | Idrossido di alluminio, aminoacidi, cloruro di benzetonio, formaldeide, sali inorganici e zuccheri, vitamine |
| BCG (Bacillo di Calmette-Guérin) (TICE BCG)                | Sintetico o semisintetico | Asparagina, acido citrico, lattosio, glicerina, citrato di ammono ferrico, solfato di magnesio, fosfato di potassio |
| DTP (Daptacel)                                             | Cohen-Wheeler o Stainer-Scholte media, sintetico o semisintetico | Fosfato di alluminio, formaldeide, glutaraldeide, 2-fenossietanolo |
| DTP (Infanrix)                                             | Cohen-Wheeler o Stainer-Scholte media, Lathan medio derivato dalla caseina bovina, Linggoud-Fenton medio derivato da estratto bovino, sintetico o semisintetico                             | Idrossido di alluminio, estratto di bovini, formaldeide, glutaraldeide, polisorbato 80 |
| DTP (Tripedia)                                             | Cohen-Wheeler o Stainer-Scholte media, sintetico o semisintetico | Solfato di alluminio e potassio, solfato di ammonio, estratto di bovini, formaldeide, gelatina, peptone, polisorbato 80, sodio fosfato, thimerosal |
| DTP/Hib (TriHIBit)                                         | Sintetico o semisintetico | Solfato di alluminio e potassio, solfato di ammonio, estratto di bovini, formaldeide o formalina, gelatina, polisorbato 80, saccarosio, thimerosal |
| DTP-IPV (Kinrix)                                           | Coltura cellulare Vero (rene di scimmia), sintetica o semisintetica | Idrossido di alluminio, siero di vitello, formaldeide, glutaraldeide, idrolizzato di lattoalbumina, solfato di neomicina, polimixina B, polisorbato 80 |
| DTP-HepB-IPV (Pediarix)                                    | Proteine bovine, Lathan medio derivato dalla caseina bovina, Linggoud-Fenton medio derivato da estratto di bovini, Coltura cellulare Vero (rene di scimmia), sintetico o semisintetico      | Idrossido di alluminio, fosfato di alluminio, siero di vitello, idrolizzato di lattoalbumina, formaldeide, glutaraldeide, solfato di neomicina, polimixina B, polisorbato 80, proteina del lievito |
| DTP-IPV/Hib (Pentacel)                                     | Sintetico o semisintetico | Fosfato di alluminio, albumina di siero bovino, formaldeide, glutaraldeide, proteina cellulare MRC-5, neomicina, polimixina B solfato, polisorbato 80, 2-fenossietanolo |
| DT (vaccino antidifterico e Vaccino antitetanico) (Sanofi) | Sintetico o semisintetico | Solfato di alluminio e potassio, estratto di bovini, formaldeide, thimerosal |
| DT (Massachusetts)                                         | Sintetico o semisintetico | Idrossido di alluminio, formaldeide o formalina |
| Hib vaccine (ACT-Hib)                                      | Sintetico o semisintetico | Solfato d'ammonio, formaldeide, saccarosio |
| Hib (PedvaxHib)                                            | Sintetico o semisintetico | Alluminio idrossifosfato solfato |
| Hib (Hiberix)                                              | Semisintetico | Formaldeide, lattosio |
| Hib/Hep B (Comvax)                                         | Sintetico o semisintetico, lievito o estratto di lievito | Alluminio idrossifosfato solfato amorfo, aminoacidi, destrosio, formaldeide, cloruro di emina, sali minerali, nicotinamide adenina dinucleotide, solfato di alluminio e potassio, borato di sodio, peptone di soia, proteina del lievito                                                                                             |
| Vaccino antiepatite A (Havrix)                             | Coltura tissutale diploide umana (MRC-5) | Idrossido di alluminio, integratore di aminoacidi, formalina, proteina cellulare MRC-5, solfato di neomicina, tampone fosfato, polisorbato 20 |
| Vaccino antiepatite A (Vaqta)                              | Coltura tissutale diploide umana (MRC-5) | Idrossifosfato amorfo di alluminio solfato, albumina bovina o siero bovino, formaldeide, proteina cellulare MRC-5, borato di sodio |
| Vaccino antiepatite B (Engerix-B)                          | Lievito o estratto di lievito | Idrossido di alluminio, tamponi fosfato, proteina del lievito |
| Vaccino antiepatite B(Recombivax)                          | Lievito o estratto di lievito | Amorfo alluminio idrossifosfato solfato, aminoacidi, destrosio, formaldeide, sali minerali, solfato di potassio e alluminio, peptone di soia, proteina del lievito |
| Vaccino HepA/HepB (Twinrix)                                | Coltura tissutale diploide umana (MRC-5), lievito o estratto di lievito | Idrossido di alluminio, alluminio fosfato, aminoacidi, formalina, cellule MRC-5, solfato di neomicina, tamponi fosfato, polisorbato 20, proteina del lievito |
| Virus del papilloma umano (HPV) (Cervarix)                 | Cellule di Trichoplusia ni | Idrossido di alluminio, aminoacidi, lipidi, sali minerali, sodio fosfato monobasico deidrato, proteina virale tipo 16 L1, proteina virale tipo 18 L1, vitamine |
| Virus del papilloma umano (HPV) (Gardasil)                 | Lievito o estratto di lievito | Aminoacidi, idrossifosfato amorfo di alluminio solfato, carboidrati, L-istidina, sali minerali, polisorbato 80, borato di sodio, vitamine, proteine del lievito |
| Vaccino antinfluenzale (Afluria)                           | Embrione di pollo | Beta-propiolattone, cloruro di calcio, fosfato di sodio dibasico, proteine delle uova, potassio fosfato monobasico, sodio fosfato monobasico, solfato di neomicina, polimixina B, cloruro di potassio, sodio taurodeossicolato, thimerosal (solo fiale multidose)                                                                    |
| Vaccino antinfluenzale (Agriflu)                           | Embrione di pollo | Proteine delle uova, formaldeide, polisorbato 80, bromuro di cetil-trimetilammonio, neomicina solfato, kanamicina |
| Vaccino antinfluenzale (Fluad)                             | Embrione di pollo | Squalene, polisorbato 80, sorbitan trioleato, citrato di sodio disidratato, acido citrico monoidrato, neomicina, kanamicina, bario, proteine delle uova, CTAB (bromuro di cetil-trimetilammonio), formaldeide |
| Vaccino antinfluenzale (Fluarix)                           | Embrione di pollo | Formaldeide, gentamicina solfato, idrocortisone, octoxinolo-10 (Triton X-100), α-tocoferil succinato di idrogeno, polisorbato 80, sodio deossicolato, ovoalbumina, saccarosio, tampone fosfato |
| Vaccino antinfluenzale (Flublok)                           | Cellule di insetto (expresSF+®) | Fosfato di sodio monobasico, fosfato di sodio bibasico, polisorbato 20, proteine di baculovirus e delle cellule ospiti, DNA cellulare di baculovirus, Triton X-100, lipidi, vitamine, amminoacidi, sali minerali |
| Vaccino antinfluenzale (Flucelvax)                         | Proteina cellulare di rene di cane Madin Darby (MDCK) | Proteina cellulare Madin Darby Canine Kidney (MDCK), DNA cellulare MDCK, polisorbato 80, bromuro di cetiltrimetilammonio, β-propiolattone, tampone fosfato |
| Vaccino antinfluenzale (Flulaval)                          | Embrione di pollo | Formaldeide, tocoferile succinato di idrogeno, polisorbato 80, sodio deossicolato, thimerosal, ovalbumina |
| Vaccino antinfluenzale (Fluvirin)                          | Embrione di pollo | Beta-propiolattone, proteine delle uova, neomicina, nonilfenolo etossilato, polimixina, thimerosal (contenitori multidose), thimerosal (dose singola) |
| Vaccino antinfluenzale (Fluzone)                           | Embrione di pollo | Proteine delle uova, formaldeide, gelatina (solo formulazione standard), ottilfenolo etossilato (Triton X-100), sodio fosfato, thimerosal (solo contenitori multidose) |
| Vaccino antinfluenzale (FluMist)                           | Cellule di rene di pollo, embrione di pollo | Arginina, fosfato di potassio dibasico, proteina delle uova, acido etilendiamminotetraacetico, solfato di gentamicina, gelatina di maiale idrolizzata, fosfato di potassio monobasico, glutinato, saccarosio |
| Vaccino antiencefalite giapponese (JE-Vax)                 | Coltura di cervello di topo | Formaldeide o formalina, gelatina, proteine del siero di topo, polisorbato 80, thimerosal |
| Vaccino antiencefalite giapponese (Ixiaro)                 | Coltura cellulare Vero (rene di scimmia) | Idrossido di alluminio, albumina di siero bovino, formaldeide, solfato di protamina, metabisolfito di sodio |
| Vaccino anti meningococco (Menactra)                       | Mueller-Miller medio modificato, Mueller Hinton agar, Watson Scherp medio | Formaldeide (ogni dose da 0,5 ml può contenere quantità residue di formaldeide inferiori a 2,66 µg o 0,000532%), tampone fosfato |
| Vaccino anti meningococco (Menomune)                       | Watson Scherp medio, Mueller Hinton agar | Lattosio, thimerosal (solo flaconcino multidose) |
| Vaccino anti meningococco (Menveo)                         | Franz completo medio | Aminoacidi, formaldeide, estratto di lievito |
| Vaccino MMR (MMR-II)                                       | Coltura tissutale diploide umana (WI-38), medio 199 | Aminoacidi, siero bovino fetale, glutammato, gelatina idrolizzata, neomicina, albumina umana sierica ricombinante, fosfato di sodio, sorbitolo, saccarosio, vitamine |
| Vaccino MMRV (ProQuad)                                     | Coltura tissutale diploide umana (MRC-5, WI-38), medio 199 | Siero di vitello bovino, fosfato di potassio bibasico, fosfato di sodio bibasico, albumina umana, albumina di siero umano, gelatina idrolizzata, fosfato monobasico di potassio, L-glutammato monosodico, proteina cellulare MRC-5, neomicina, bicarbonato di sodio, sorbitolo, saccarosio, cloruro di potassio                      |
| Vaccino pneumococcico (Pneumovax)                          | Proteine bovine | Fenolo |
| Vaccino pneumococcico (Prevnar)                            | Brodo di peptone di soia | Fosfato di alluminio, solfato di ammonio, acido casamino, polisorbato 80, tampone succinato, lievito |
| Vaccino antipoliomielite (IPV - Ipol)                      | Coltura cellulare Vero (rene di scimmia) | Proteine del siero di vitello, formaldeide, neomicina, 2-fenossietanolo, polimixina B, streptomicina |
| Vaccino antipoliomielite (IPV - Poliovax)                  | Coltura tissutale diploide umana (MRC-5) | Cloruro di sodio |
| Vaccino anti rabbico (Imovax)                              | Cultura del tessuto diploide umano (MRC-5) | Albumina, cellule MRC-5, neomicina solfato, fenolo |
| Vaccino anti rabbico (RabAvert)                            | Cultura del tessuto polmonare fetale di Rhesus, embrione di pollo | Amfotericina B, beta-propiolattone, proteine di pollo, clortetraciclina, albumina di siero umano, neomicina, ovoalbumina, poligelene (gelatina bovina 14 trasformata), glutammato di potassio |
| Vaccino anti Rotavirus (RotaTeq)                           | Coltura cellulare Vero (rene di scimmia) | Siero bovino fetale, sodio citrato, sodio fosfato monobasico monoidrato, sodio idrossido, saccarosio, polisorbato 80 |
| Vaccino anti Rotavirus (Rotarix)                           | Dulbecco's Modified Eagle medio (DMEM) | Amminoacidi, carbonato di calcio, destrano, sorbitolo, saccarosio, vitamine, xantano |
| Vaccino Td (Decavac)                                       | Mueller & Miller medio, sintetico o semisintetico | Solfato di potassio e alluminio, tessuto muscolare bovino, formaldeide, peptone, thimerosal |
| Vaccino Td (Mass)                                          | Mueller's modificato medio, sintetico o semisintetico | Fosfato di alluminio, fosfato di ammonio, estratti di siero bovino, formaldeide, thimerosal (flaconcini multidose) |
| Vaccino Tdap (Adacel)                                      | Mueller's growth medio, Mueller-Miller acido casaminico medio (senza infusione di cuore di manzo), sintetico o semisintetico                                                                | Fosfato di alluminio, solfato di ammonio, formaldeide, glutaraldeide, 2-fenossietanolo |
| Vaccino Tdap (Boostrix)                                    | Fenton medio con caseina bovina, Lathan medio derivato dalla caseina bovina, Linggoud-Fenton medio derivato da estratti di bovino, Stainer-Scholte liquido medio, sintetico o semisintetico | Idrossido di alluminio, estratto di siero bovino, formaldeide, glutaraldeide, polisorbato 80 |
| Vaccino per la febbre tifoide (inattivato - Typhim Vi)     | Sintetico o semisintetico | Fosfato disodico, fosfato monosodico, fenolo, polidimetilsilossano, bromuro di esadeciltrimetilammonio |
| Vaccino per la febbre tifoide (orale - Ty21a/Vivotif)      | | Aminoacidi, acido ascorbico, caseina, destrosio, galattosio, lattosio, saccarosio, estratto di lievito |
| Vaccinia virus (ACAM2000)                                  | Coltura cellulare Vero (rene di scimmia) | Glicerina, albumina umana sierica, mannitolo, neomicina, fenolo, polimixina B |
| Vaccino anti varicella (Varivax)                           | Colture cellulari umane diploidi (MRC-5 and WI-38) | Fosfato sodico dibasico, acido etilendiamminotetraacetico (EDTA), siero bovino fetale, gelatina, glutammato, fosfato di potassio monobasico, sodio fosfato monobasico, L-glutammato monosodico, DNA e proteina cellulare MRC-5, neomicina, fosfato, cloruro di potassio, saccarosio                                                  |
| Vaccino anti febbre gialla (YF-Vax)                        | Embrione di pollo | Proteine delle uova, gelatina, sorbitolo |
| Vaccino anti herpes zoster (Zostavax)                      | Colture di tessuti umani diploidi (MRC-5 e WI-38) | Siero bovino di vitello, fosfato di sodio bibasico, gelatina di maiale idrolizzata, L-glutammato monosodico, DNA e proteina cellulare MRC-5, fosfato di potassio monobasico, neomicina, cloruro di potassio, saccarosio |